# شاندونگ استیل
شاندونگ استیل (انگلیسی: Shandong Steel) شرکت فولادسازی چینی است، که در زمینه تولید فولاد، آهن، میل‌گرد، فولاد ضد زنگ و محصولات نیمه ساخته فولاد فعالیت می‌کند.
شرکت شاندونگ استیل در سال ۲۰۰۸ راه‌اندازی شد و در حال حاضر ظرفیت تولیدی در حدود ۲۳ میلیون تن فولاد و آهن در سال را دارا می‌باشد. شاندونگ هم‌اکنون دوازدهمین تولیدکننده بزرگ فولاد جهان به‌شمار می‌آید. دفتر مرکزی این شرکت در شهر شاندونگ، جمهوری خلق چین قرار دارد.